# Didžioji Sruoja
Didžioji Sruoja je řeka na západě Litvy (Telšiaiský kraj) v Žemaitsku na Žemaitijské vysočině. Pramení 1 km na severovýchod od vsi Užlieknis, u jihovýchodního okraje města Plungė. Řeka meandruje směrem západojihozápadním. Protéká obcemi Užlieknis, Milašaičiai, Kalniškiai. Didžioji Sruoja je až do soutoku s řekou Minija (a dále řeka Minija až do svého ústí) jsou ichthyologickou rezervací (je zde zakázáno rybaření, nebo jinak překážet nerušenému tření ryb). Do řeky Minija se vlévá naproti vsi Juodeikiai jako její pravý přítok 141,4 km od jejího ústí do Atmaty.

## Přítoky
- Levé: S − 1